# Picrostigeus
Picrostigeus is een geslacht van insecten uit de orde vliesvleugeligen (Hymenoptera) en de familie Ichneumonidae.

## Soorten
- P. antennalis Roman, 1909
- P. brevicauda Horstmann, 1994
- P. debilis (Gravenhorst, 1829)
- P. obscurus Horstmann, 1994
- P. pumilus (Holmgren, 1858)
- P. recticauda (Thomson, 1897)
- P. setiger (Brischke, 1871)
- P. svecofennicus Jussila, 2007